# Podchybie (powiat Wadowicki)
Podchybie is een dorp in de Poolse woiwodschap Klein-Polen. De plaats maakt deel uit van de gemeente Lanckorona.